# Champ-du-Boult

Champ-du-Boult este o comună în departamentul Calvados, Franța. În 1 ianuarie 2018 avea o populație de 378 de locuitori.